# La Bourgonce
La Bourgonce é uma comuna francesa na região administrativa de Grande Leste, no departamento de Vosges. Estende-se por uma área de 16,56 km². Em 2010 a comuna tinha 920 habitantes (densidade: 55,6 hab./km²).